# アベニューU駅 (BMTブライトン線)
アベニューU駅（英: Avenue U）はブルックリン区のアベニューUと東16丁目交差点西側に位置するニューヨーク市地下鉄BMTブライトン線の駅である。Q系統が終日停車する。

## 駅構造
| P ホーム階 | 相対式ホーム、右側ドアが開く | 相対式ホーム、右側ドアが開く                                               |
| P ホーム階 | 北行緩行線                   | ← 96丁目駅行き（キングス・ハイウェイ駅）                                   |
| P ホーム階 | 北行急行線                   | ← 平日：通過                                                               |
| P ホーム階 | 南行急行線                   | → 平日：通過 →                                                             |
| P ホーム階 | 南行緩行線                   | → コニー・アイランド-スティルウェル・アベニュー駅行き（ネック・ロード駅）→ |
| P ホーム階 | 相対式ホーム、右側ドアが開く |                                                                            |
| G          | 地上階                       | 出入口                                                                     |
| G          | 駅舎                         | 改札口、駅員詰所、メトロカード自動券売機                                   |

駅は相対式ホーム2面4線で、中央の急行線にホームはない。平日に運転されるB系統はここを通過する。
駅は2008年から2010年にかけて改装された。2011年にはJason Middlebrook制作のアートワークBrooklyn Wildfiresが設置された。

### 出口
駅舎はアベニューU北側の地上階にあり、直接地上へ出ることができる構造である。

## 外部リンク

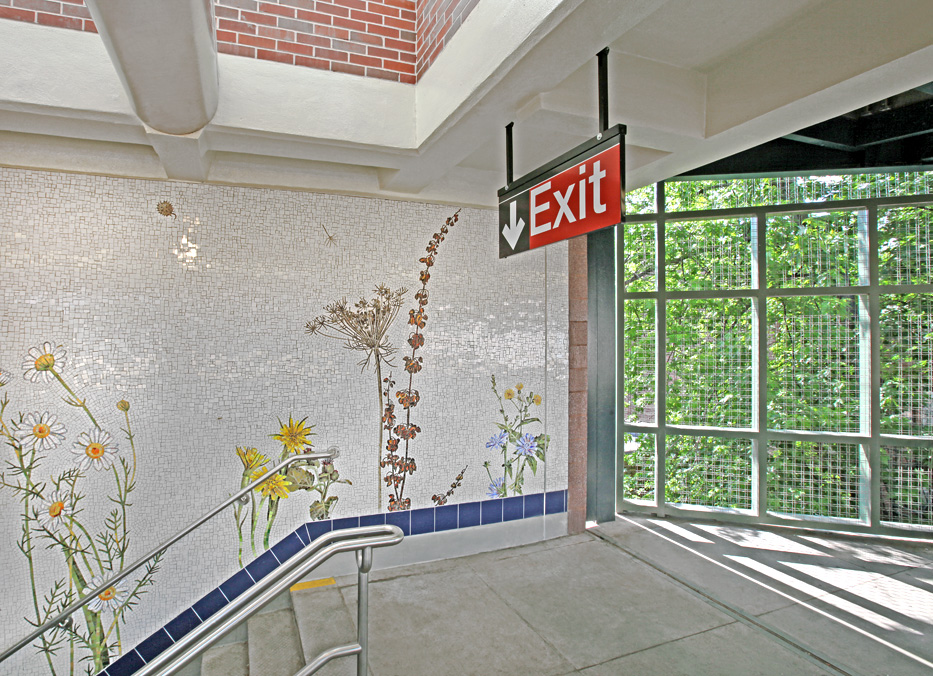
アートワーク